# 結城酒造
結城酒造株式会社（ゆうきしゅぞう）は、茨城県結城市結城に本社および工場を置く日本の酒造会社。

## 概要
結城市街は、鎌倉時代より結城氏初代の朝光の城下町として栄え、酒造りも盛んに行われてきた。浦里家は、1859年（安政6年）の酒造鑑札を保管しており、安政蔵は酒造業を始めた安政年間の建築と考えられ、1854 - 1860年頃（安政年間）に創業していたことは明らかである。現在の結城市は、城下町であり、伝統産業の結城紬の里でもある。現在、「結（ゆい）」、「富久福（ふくふく）」ブランドの日本酒を醸造販売する老舗酒造メーカーである。
2022年（令和4年）5月11日14時45分ごろ、江戸時代後期に建設された国の登録有形文化財の「安政蔵」と「新蔵」の酒蔵2棟と木造2階家屋の3棟、計1,114平方メートルが全焼した。酒造の女性職員によれば、ボイラーから出火し酒蔵に延焼したため119番通報した。安政蔵は1859年（安政6年）ごろ、新蔵は1865 - 1868年（慶応年間）に建築されたとされ、2000年（平成12年）に同文化財に登録された。「煉瓦造煙突」は倒壊していないという。社長によると、「酒の火入れに使う湯を温めていて、消火をしたが天井に火が燃え移った」と話している。現場には消防車10台が出動し、11日20時半に鎮圧した。
一夜明けた12日、茨城県内外の酒蔵や酒販会社が支援に乗り出し、地元の伝統産業である酒造業の発展のため後押ししたいと。結城市の市長も現場を視察し、クラウドファンディングも含め「再建に向けて行政としてできることがあれば、しっかりサポートしていきたい」と述べた。
「富久福」
創業以来の伝統の銘柄。
「結ゆい」
美味しい酒で、人と酒と町（結城）を結ぶ（結城紬）ことに願いを込めて命名した。
仕込み水
仕込み水は、鬼怒川系伏流水が湧き出している、敷地内の井戸から汲み上げて使用している。

## 営業情報
酒造見学
電話にて予約必要
- 定休日 - 日曜日、祝日
- 営業時間 - 8時〜17時

## 文化財

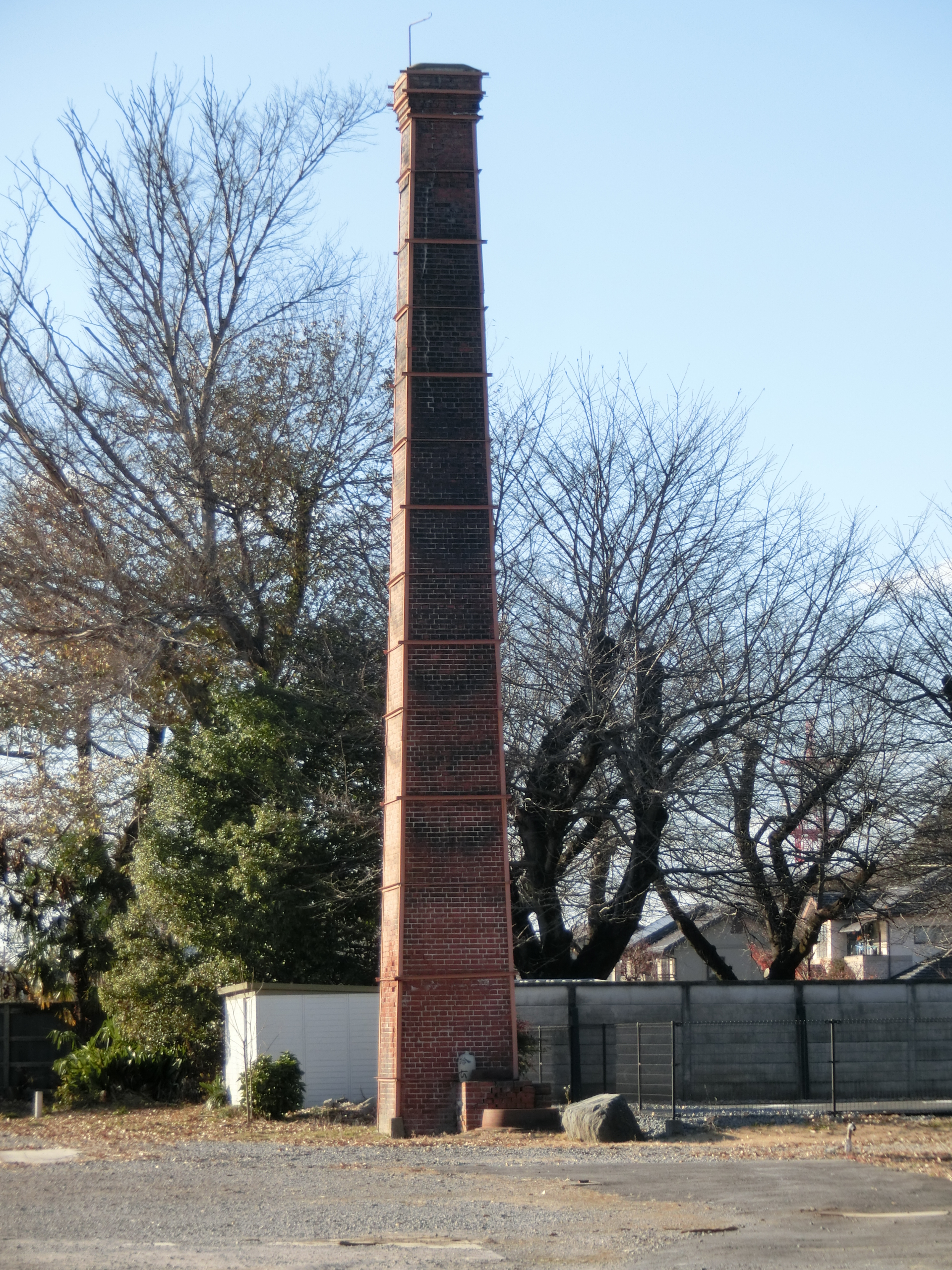
煉瓦煙突

登録有形文化財（建造物）
登録年月日：2000年（平成12年）4月28日
種別：産業3次/建築物（煙突：その他工作物）
登録基準：造形の規範となっているもの（煙突：国土の歴史的景観に寄与しているもの）
安政蔵
年代：1854 - 1859年（安政年間）建築、木造2階建、瓦葺
建築面積：1191m2
2022年（令和4年）5月11日、火災により全焼
新蔵
年代：1865 - 1868年（慶応年間）建築、木造2階建、瓦葺
建築面積：79m2
2022年（令和4年）5月11日、火災により全焼
煉瓦煙突
年代：1903年（明治36年）、建築、煉瓦造
高さ：10m
- 煉瓦煙突

## 受賞歴
全国新酒鑑評会
- 平成28酒造年度 -「結ゆい」金賞受賞[11]
- 平成29酒造年度 - 「結ゆい」金賞受賞[12]
- 令和3酒造年度 - 「結ゆい」金賞受賞[13]

## 交通
鉄道
- JR水戸線 - 結城駅下車、徒歩10分

## 関連文献
- 茨城県教育委員会『国指定文化財一覧 結城酒造株式会社 安政蔵ほか2棟（平成12年4月28日登録）』[14] 「結城酒造株式会社 安政蔵ほか2棟 - 結城市街は、鎌倉時代より結城氏初代朝光の城下町として栄え、酒造りも盛んに行われてきた。結城酒造には安政6年の鑑札が残されており、創業当時から安政蔵による酒造りが始められ約150年の歴史を持つ」
- 茨城県『東日本大震災の記録 地震・津波災害編』「結城酒造（結城市）、笠間稲荷・塙家住宅（笠間市）、椎名家住宅（かすみがうら市）、善光寺楼門（石岡市）、旧土浦中学本館（土浦市）（被害状況）（国指定文化財、国登録文化財、県指定文化財 」2013年3月、2016年10月17日